# Zakspeed
A Zakspeed egy német Formula–1-es konstruktőr illetve versenycsapat. A céget  Erich Zakowski alapította  1984-ben. Az 1990-es évektől fia, Peter Zakowski vezeti a céget.

## Története
A lengyel származású Erich Zakowski autószerelő 1945-től élt Németországban. Eredetileg oldalkocsis motorkerékpár-versenyző  volt. A későbbiekben a német Ford autóit készítette fel a versenyzésre. Formula–1-es csapatát 1984-ben hozta létre.

## Képgaléria

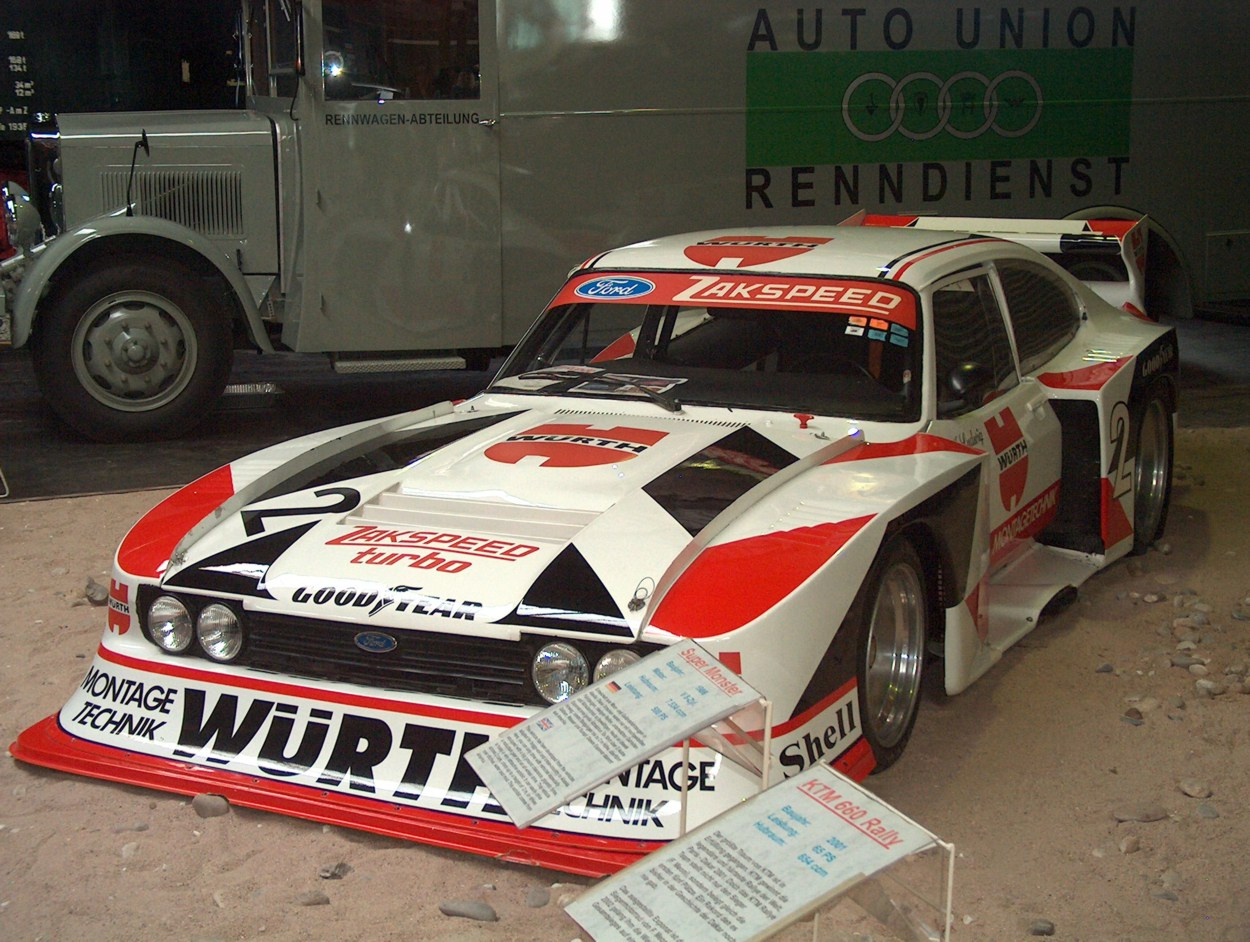
Ford Capri a Zakspeed-Teamtől
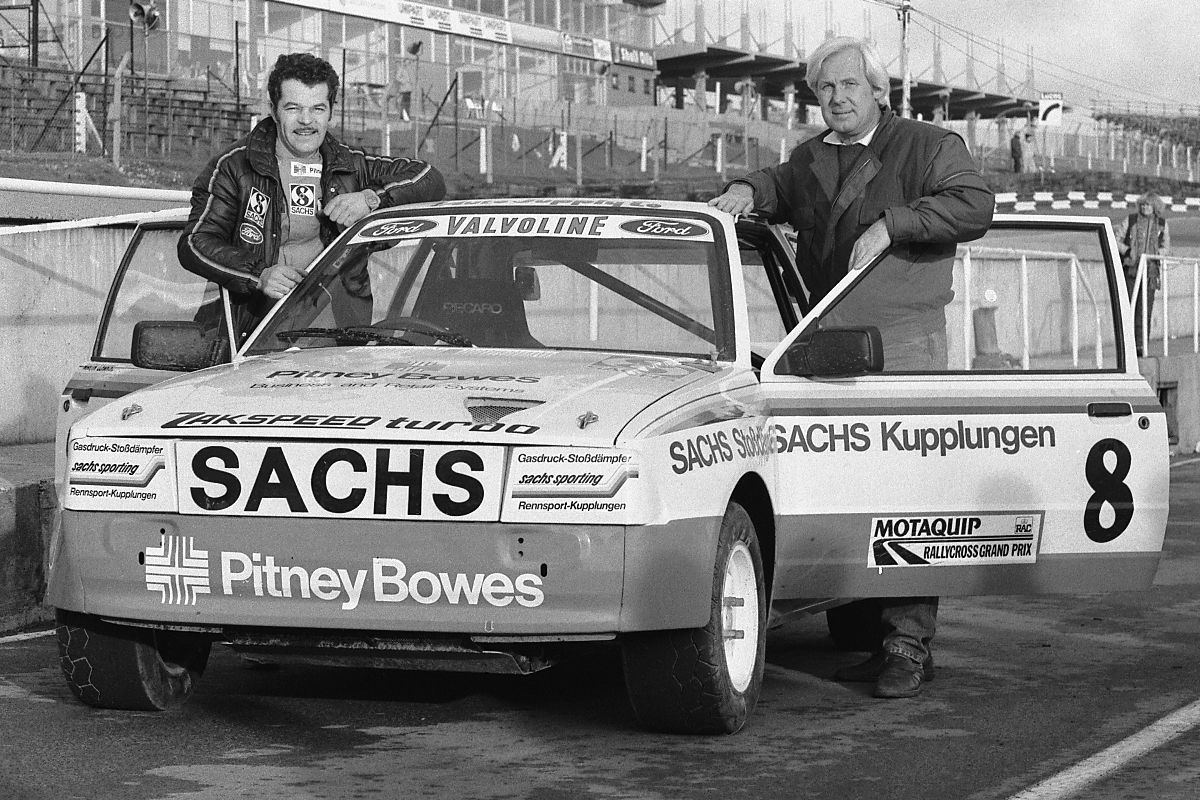
A cégalapító Erich Zakowski (jobbra) egy 1983-as versenyen
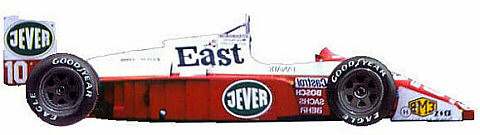
Zakspeed 871 (1987)
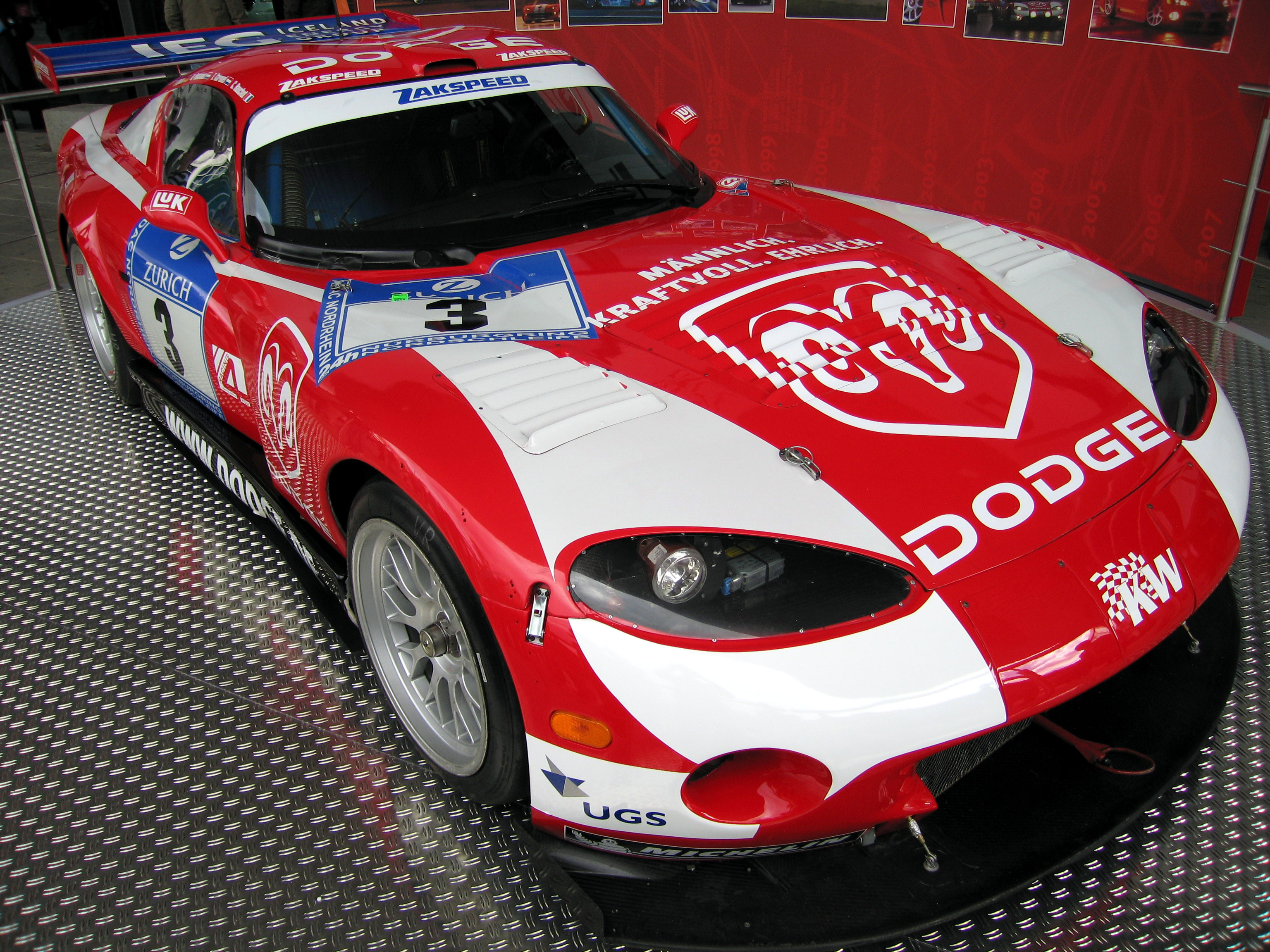
Dodge Viper Team Zakspeed (2007)